# Congetia vivianae
Congetia vivianae is een tweekleppigensoort uit de familie van de Noetiidae. De wetenschappelijke naam van de soort is voor het eerst geldig gepubliceerd in 1990 door Oliver.